# Неорганічні кислоти
Неорганічна кислота (або мінеральна кислота) — це неорганічна речовина з кислотними властивостями. Усі неорганічні кислоти при розчиненні у воді утворюють іони водню та спряжену основу.

## Характеристики
Найпоширенішими неорганічними кислотами є сульфатна (сірчана) кислота (H2SO4), хлоридна (соляна) кислота (HCl) і нітратна (азотна) кислота (HNO3); вони також відомі як стандартні кислоти. Неорганічні кислоти варіюються від суперкислот (таких як перхлоратна кислота) до дуже слабких (таких як борна кислота). Неорганічні кислоти, як правило, добре розчинні у воді та нерозчинні в органічних розчинниках.
Неорганічні кислоти використовуються в багатьох секторах хімічної промисловості як вихідна сировина для синтезу інших хімічних речовин, як органічних, так і неорганічних. Великі кількості цих кислот, особливо сірчаної, азотної та соляної кислоти, виробляються для комерційного використання на великих заводах.
Неорганічні кислоти також використовуються безпосередньо через їх корозійні властивості. Наприклад, розведений розчин соляної кислоти використовується для видалення відкладень зсередини котлів (із відповідними запобіжними заходами, щоб запобігти корозії котла кислотою). Цей процес відомий як видалення накипу.
Неорганічні кислоти часто виробляються або обробляються в реакторах, теплообмінниках і системах трубопроводів, де тантал використовується для запобігання деградації та корозії. 

## Приклади
- Хлоридна кислота HCl
- Нітратна кислота HNO3
- Ортофосфатна кислота H3PO4
- Сульфатна кислота H2SO4
- Борна кислота H3BO3
- Флуоридна кислота HF
- Перхлоратна кислота HClO4
- Йодидна кислота HI